# Blieux
Blieux – miejscowość i gmina we Francji, w regionie Prowansja-Alpy-Lazurowe Wybrzeże, w departamencie Alpy Górnej Prowansji.

## Demografia
Według danych na rok 1990 gminę zamieszkiwało 57 osób, a gęstość zaludnienia wynosiła 1 osób/km². Ćwierć wieku później (styczeń 2015 r.) liczba mieszkańców Blieux, jak i gęstość zaludnienia, pozostały bez zmian.